# Zenonina vestita
Zenonina vestita är en spindelart som beskrevs av Simon 1898. Zenonina vestita ingår i släktet Zenonina och familjen vargspindlar.
Artens utbredningsområde är Etiopien. Inga underarter finns listade i Catalogue of Life.